# Bo Bendsneyder
Bo Bendsneyder, né le 4 mars 1999 à Rotterdam, est un pilote de vitesse moto néerlandais.

## Statistiques

### Par saison
(Mise à jour après le  Grand Prix moto de la Communauté valencienne 2021)
| Sais  | Cat.  | Moto   | Course | Vict | Pod | Pole | M.tour | Pts | Class | Titre |
| ----- | ----- | ------ | ------ | ---- | --- | ---- | ------ | --- | ----- | ----- |
| 2016  | Moto3 | KTM    | 18     | 0    | 2   | 0    | 0      | 78  | 14e   | -     |
| 2017  | Moto3 | KTM    | 17     | 0    | 0   | 0    | 0      | 65  | 15e   | -     |
| 2018  | Moto2 | Tech 3 | 15     | 0    | 0   | 0    | 0      | 2   | 29e   | -     |
| 2019  | Moto2 | NTS    | 19     | 0    | 0   | 0    | 0      | 7   | 26e   | -     |
| 2020  | Moto2 | NTS    | 15     | 0    | 0   | 0    | 0      | 18  | 23e   | -     |
| 2021  | Moto2 | Kalex  | 18     | 0    | 0   | 0    | 0      | 46  | 16e   | -     |
| Total |       |        | 102    | 0    | 2   | 0    | 0      | 216 |       |       |

### Par catégorie
(Mise à jour après le  Grand Prix moto de la Communauté valencienne 2021)
| Catégorie | Année     | 1er GP   | 1er Podium | 1re Victoire | Courses | Victoires | Podiums | Pole | M.tours¹ | Points | Titres |
| --------- | --------- | -------- | ---------- | ------------ | ------- | --------- | ------- | ---- | -------- | ------ | ------ |
| Moto3     | 2016-2017 | QAT 2016 | GBR 2016   |              | 35      | 0         | 2       | 0    | 0        | 143    | 0      |
| Moto2     | 2018-     | QAT 2018 |            |              | 67      | 0         | 0       | 0    | 0        | 73     | 0      |
| Total     | 2016-     |          |            |              | 102     | 0         | 2       | 0    | 0        | 216    | 0      |

### Résultats détaillés
(Les courses en gras indiquent une pole position; les courses en italique indiquent un meilleur tour en course)
| Année | Cat.  | Moto   | 1      | 2       | 3       | 4      | 5       | 6       | 7       | 8       | 9      | 10      | 11      | 12      | 13      | 14     | 15     | 16      | 17     | 18      | 19     | Classement | Points |
| ----- | ----- | ------ | ------ | ------- | ------- | ------ | ------- | ------- | ------- | ------- | ------ | ------- | ------- | ------- | ------- | ------ | ------ | ------- | ------ | ------- | ------ | ---------- | ------ |
| 2016  | Moto3 | KTM    | QAT 14 | ARG 22  | AME 22  | SPA 21 | FRA 16  | ITA 18  | CAT 11  | NED 9   | GER 12 | AUT 7   | CZE 7   | GBR 3   | RSM Ab. | ARA 15 | JPN 18 | AUS 10  | MAL 3  | VAL 13  |        | 14e        | 78     |
| 2017  | Moto3 | KTM    | QAT 26 | ARG 23  | AME DNS | SPA 11 | FRA 9   | ITA 12  | CAT 15  | NED Ab. | GER 8  | CZE 4   | AUT Ab. | GBR Ab. | RSM 6   | ARA 17 | JPN 9  | AUS 16  | MAL 10 | VAL 12  |        | 15e        | 65     |
| 2018  | Moto2 | Tech 3 | QAT 18 | ARG 28  | AME 20  | SPA 16 | FRA 16  | ITA Ab. | CAT Ab. | NED 17  | GER 20 | CZE Ab. | AUT 22  | GBR C   | RSM 20  | ARA 25 | THA 14 | JPN Ab. | AUS    | MAL     | VAL    | 29e        | 2      |
| 2019  | Moto2 | NTS    | QAT 16 | ARG 14  | AME 13  | SPA 16 | FRA Ab. | ITA 19  | CAT 18  | NED Ab. | GER 16 | CZE 17  | AUT 15  | GBR 21  | RSM 17  | ARA 18 | THA 20 | JPN 16  | AUS 15 | MAL Ab. | VAL 24 | 26e        | 7      |
| 2020  | Moto2 | NTS    | QAT 11 | SPA Ab. | ANC 19  | CZE 18 | AUT 22  | STY 24  | RSM 19  | EMR 22  | CAT 17 | FRA 20  | ARA 21  | TER 16  | EUR 14  | VAL 8  | POR 13 |         |        |         |        | 23e        | 18     |
| 2021  | Moto2 | Kalex  | QAT 9  | DOA 12  | POR Ab. | SPA 14 | FRA 5   | ITA 15  | CAT 6   | GER 13  | NED 15 | STY 23  | AUT 17  | GBR 15  | ARA Ab. | RSM 25 | AME 15 | EMI 12  | ALR 15 | VAL 25  |        | 16e        | 46     |

Système d’attribution des points
| Position | 1er | 2e | 3e | 4e | 5e | 6e | 7e | 8e | 9e | 10e | 11e | 12e | 13e | 14e | 15e |
| Points   | 25  | 20 | 16 | 13 | 11 | 10 | 9  | 8  | 7  | 6   | 5   | 4   | 3   | 2   | 1   |

| Couleur | Résultat                     |
| ------- | ---------------------------- |
| Or      | Vainqueur                    |
| Argent  | 2e place                     |
| Bronze  | 3e place                     |
| Vert    | Terminé, dans les points     |
| Bleu    | Terminé, pas dans les points |
| Violet  | Abandon (Ab.) ou (Ret)       |
| Violet  | Non classé (NC)              |
| Rouge   | Pas qualifié (DNQ)           |
| Noir    | Disqualifié (DSQ)            |
| Blanc   | Pas au départ (DNS)          |
| Blanc   | Forfait (WD)                 |
| Blanc   | N'a pas participé (DNP)      |
| Blanc   | Blessé (INJ)                 |
| Blanc   | Exclu (EX)                   |
| Blanc   | Course annulée (C)           |